# Jon Cryer
Jonathan Niven Cryer (Nueva York, 16 de abril de 1965), conocido como Jon Cryer, es un actor estadounidense, ganador de dos premios Emmy. Es hijo de la también actriz y cantante Gretchen Cryer. Hizo su debut en 1984 en la comedia romántica No Small Affair, como protagonista al lado de Demi Moore, destacándose poco después por su papel de "Duckie" en la película de John Hughes Pretty in Pink.
Fue en 2003 cuando Cryer dio el salto a la fama internacional, por su papel como Alan Harper en la comedia de CBS Dos hombres y medio, junto a Charlie Sheen (Charlie Harper) y Angus T. Jones (Jake Harper). Nominado siete veces, ha recibido dos premios Emmy por este papel, uno por mejor actor de reparto en 2009 y otro como mejor actor en serie de comedia en 2012. Cryer ya había trabajado anteriormente con Charlie Sheen en la película de 1991 Hot Shots!

## Primeros años
Jon Cryer es hijo de Gretchen Cryer (de soltera Kiger), una dramaturga, compositora, actriz y cantante, y David Cryer, un actor, cantante y productor. Tiene dos hermanas, Robin y Shelley. Cuando Cryer tenía doce años decidió que quería convertirse en actor. Cuando su madre escuchó esto pensó que debería tener un plan de seguridad y bromeó: «Arreglar instalaciones de fontanería es una muy buena carrera». Cryer asistió en un Centro de Formación de Artes Escénicas durante varios veranos en su adolescencia, y en 1983 se graduó en el Bronx High School of Science. Allí conoció a Boaz Yakin, futuro director de cine y guionista. Ante el desagrado de su madre, Cryer se mudó a Londres para iniciar estudios en la Real Academia de Arte Dramático, donde realizó un curso corto.

## Carrera

### Inicios yPretty in Pink
La carrera como actor de Cryer inició en el teatro. Interpretó el papel de David en la obra de Broadway Torch Song Trilogy, reemplazando a Matthew Broderick. En 1989 nuevamente reemplazó a Broderick en la obra de Neil Simon Mi querida familia.
Con apenas 19 años, Cryer protagonizó junto a Demi Moore la película romántica de 1984 No Small Affair, interpretando el papel de Charles Cummings. A partir de entonces realizó pequeños papeles en películas y series de televisión, logrando finalmente el reconocimiento nacional al interpretar el papel del incomprendido, excéntrico y rítmico Phil "Duckie" Dempster en el filme de John Hughes Pretty in Pink. En una entrevista con el medio Daily News, la madre de Cryer afirmó que luego del estreno de Pretty in Pink, empezó a recibir llamadas de chicas de todo el mundo que dejaban mensajes histéricos en su contestador automático. En 1989 obtuvo el papel principal en la serie de televisión cómica The Famous Teddy Z. Su desempeño tuvo una fría recepción y la serie tuvo que ser cancelada tras una temporada.
Un año más tarde apareció en la película de Jim Abrahams Hot Shots!, protagonizada por Charlie Sheen. A Cryer se le asocia frecuentemente con el grupo de actores conocido como Brat Pack. En una entrevista brindada en marzo de 2009 en el programa Anytime with Bob Kushell, Cryer afirmó que realizó una audición sin éxito para integrar el elenco de la película juvenil St. Elmo's Fire. En 1993 fue contactado para audicionar por el papel de Chandler Bing en la serie Friends mientras actuaba en una obra de teatro en Londres. Su lectura fue grabada por un agente de casting británico, pero la cinta no llegó a los Estados Unidos a tiempo y Matthew Perry terminó quedándose con el puesto.

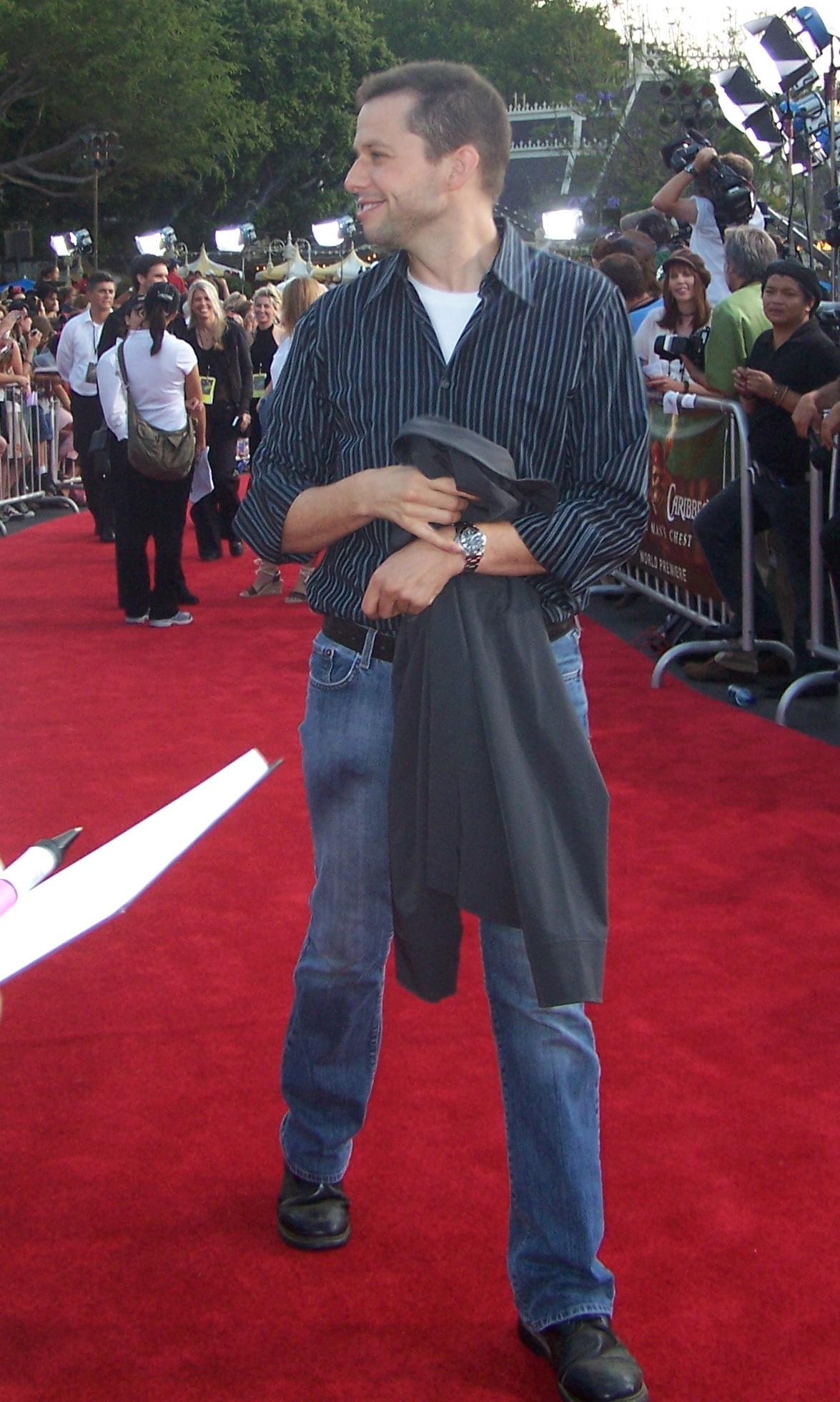
Cryer en el estreno de Pirates of the Caribbean: Dead Man's Chest en 2006

En 1995 interpretó el papel de Bob en la serie Partners, la cual fue cancelada tras su primera temporada. En una entrevista con Time Out New York, el actor afirmó: «Todos los programas en los que estoy se vienen abajo. Piensa en esto: George Clooney estuvo en 28 pilotos, o algo así. No significa nada». Luego de aparecer en papeles de reparto en las series Dharma & Greg y The Outer Limits, escribió y produjo el largometraje Went to Coney Island on a Mission from God... Be Back by Five, debutando en el Festival de Cine de Los Ángeles y logrando un éxito de crítica moderado. Leonard Maltin de la revista Playboy se refirió a la cinta como «un soplo de aire fresco». Ese mismo año Cryer apareció en la serie Getting Personal junto a Vivica A. Fox y Duane Martin. Aunque se grabó una segunda temporada, la serie fue cancelada después de emitir un total de 17 episodios. En el año 2000 protagonizó una nueva serie de comedia titulada The Trouble With Normal. Por tercera vez, Cryer protagonizó una serie que fue cancelada tras su primera temporada al no cumplir las expectativas.

### Two and a Half Meny reconocimiento mundial
En contra de los deseos de los ejecutivos de la CBS (quienes eran conscientes de los fracasos recientes de Cryer en la televisión) e impulsado por la amistad del actor con Charlie Sheen, fue seleccionado en el año 2003 para interpretar el papel de Alan Harper en la exitosa sitcom Two and a Half Men. Por su desempeño en la serie obtuvo siete nominaciones a los Premios Primetime Emmy, ganando el galardón en dos ocasiones. Sobre los altos niveles de audiencia de la serie, Cryer comentó: «Cuando estás en un programa que lucha por sobrevivir cada semana, dejas de confiar en tus instintos, porque piensas que simplemente no te han funcionado. Pero cuando la gente claramente disfruta tu programa y lo está viendo en grandes cantidades, te quita una gran cantidad de presión. Te permite confiar en tus instintos y seguir haciendo lo que vienen funcionando». Tras la salida de Charlie Sheen por problemas personales con los creadores de la serie, Cryer se convirtió en el protagonista principal al lado de Ashton Kutcher. Cryer se convirtió en el único actor en aparecer en la totalidad de episodios de Two and a Half Men. Antes de ser seleccionado para interpretar el papel de Alan, Cryer audicionó para el papel de Gaius Baltar en la serie de ciencia ficción Battlestar Galactica, pero James Callis terminó quedándose con el papel. En 2008 apareció junto a Laurence Fishburne y James Cromwell en el largometraje de suspenso Tortured y un año después protagonizó con James Spader la cinta Shorts.

### Década de 2010 y actualidad
Cryer apareció como invitado en la segunda temporada de la serie de televisión Husbands. Inicialmente fue escogido como actor de voz para la película Planes, un spin-off de la película animada de Pixar's Cars, pero al poco tiempo fue reemplazado por Dane Cook.
En 2015 publicó un libro autobiográfico titulado So That Happened. Tres años después apareció en el primer episodio de la novena temporada de la serie Who Do You Think You Are?, buscando información sobre su ancestro escocés James Adams. Al respecto, el actor afirmó: «Al ver la resistencia de mi familia a lo largo de los siglos, se puede ver el legado que él dejó. No puedo evitar sentirme afortunado. Esa resistencia, esa columna vertebral de acero, no fue algo que surgió de la nada. En el futuro, voy a tomar la fuerza de James Adams como inspiración». El 16 de noviembre de 2018 se anunció que Cryer interpretaría el papel del villano Lex Luthor en la serie Supergirl.

## Plano personal

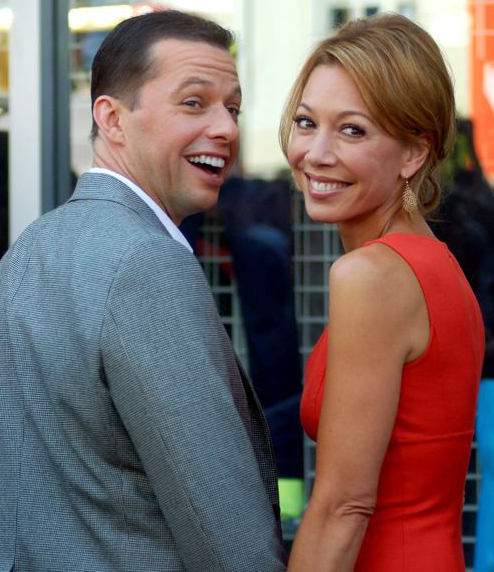
Cryer con su esposa Lisa Joyner en 2011.

Cryer se casó con la actriz británica Sarah Trigger en 1999. La pareja tuvo un hijo, Charlie Austin. Se divorciaron en 2004. En febrero de 2007, en un episodio de The Tonight Show with Jay Leno, anunció su compromiso con la reportera Lisa Joyner; la pareja se casó en México en junio de ese año. El 29 de septiembre de 2009, Cryer y Joyner anunciaron la adopción de una niña.

## Filmografía

### Cine
| Año  | Título                                                       | Papel                      | Notas                                                |
| ---- | ------------------------------------------------------------ | -------------------------- | ---------------------------------------------------- |
| 1984 | No Small Affair                                              | Charles Cummings           | Debut                                                |
| 1985 | Noon Wine                                                    | Herbert                    | Película para televisión                             |
| 1985 | O.C. and Stiggs                                              | Randall Schwab Jr.         |                                                      |
| 1986 | Pretty in Pink                                               | Phil 'Duckie' Dale         |                                                      |
| 1987 | Morgan Stewart's Coming Home                                 | Morgan Stewart             |                                                      |
| 1987 | Superman IV                                                  | Lenny Luthor               |                                                      |
| 1987 | Dudes                                                        | Grant                      |                                                      |
| 1987 | Hiding Out                                                   | Andrew Morenski/Max Hauser |                                                      |
| 1988 | Rap Master Ronnie: A Report Card                             |                            | Directo a video                                      |
| 1989 | Penn & Teller Get Killed                                     |                            |                                                      |
| 1991 | Hot Shots!                                                   | Jim 'Wash Out' Pfaffenbach |                                                      |
| 1993 | The Waiter                                                   | Tommy Kazdan               |                                                      |
| 1993 | Heads                                                        | Guy Franklin               | Película para televisión                             |
| 1996 | The Pompatus of Love                                         | Mark                       | También escritor                                     |
| 1996 | Cannes Man                                                   | Él mismo                   |                                                      |
| 1997 | Plan B                                                       | Stuart Winer               |                                                      |
| 1998 | Went to Coney Island on a Mission From God...Be Back by Five | Daniel                     | También como escritor y productor                    |
| 1998 | Holy Man                                                     | Barry                      |                                                      |
| 2000 | Clayton 01                                                   |                            |                                                      |
| 2001 | Glam                                                         | Jimmy Pells                |                                                      |
| 2003 | The Metro Chase                                              | Sr. Stamm                  | Película para televisión                             |
| 2008 | Unstable Fables: 3 Pigs and a Baby                           | Richard Pig                | Voz                                                  |
| 2008 | Tortured                                                     | Brian                      |                                                      |
| 2009 | Weather Girl                                                 | Charles                    |                                                      |
| 2009 | Shorts                                                       | Dad Thompson               |                                                      |
| 2009 | Stay Cool                                                    | Javier                     |                                                      |
| 2010 | Due Date                                                     | Alan Harper                | Aparece interpretando su papel de Two and a Half Men |

### Televisión
| Año         | Título                             | Papel                   | Notas                                             |
| ----------- | ---------------------------------- | ----------------------- | ------------------------------------------------- |
| 1986        | Amazing Stories                    | Phil                    | Episodio: Miscalculation                          |
| 1989 - 1990 | The Famous Teddy Z                 | Teddy Zakalokis         |                                                   |
| 1995 - 1996 | Partners                           | Bob                     | También como productor                            |
| 1996        | The Outer Limits                   | Trevor McPhee           | Episodio: Vanishing Act                           |
| 1997        | It's Good to Be King               | Mort                    |                                                   |
| 1997        | Dharma & Greg                      | Brian                   | Episodio: Shower the People You Love with Love    |
| 1998        | Getting Personal                   | Sam Wagner              | Episode: Sam I Am; Cryer también produjo la serie |
| 1998        | Hercules: The Animated Series      | The Winged Wolves (voz) | Episodio: Hercules and the Underworld Takeover    |
| 1998        | Mr. Show with Bob & David          | Duckie                  | Episodio: It's Perfectly Understandishable        |
| 1998        | Two Guys a Girl and a Pizza Place  | Justin                  | Episodio: Two Guys, a Girl and a Thanksgiving     |
| 2000        | Family Guy                         | Kevin Swanson           | Episodio: There's Something About Paulie          |
| 2000 - 2001 | The Trouble with Normal            | Zack Mango              |                                                   |
| 2002        | Andy Richter Controls the Universe | Lemuel Praeger          | Episodio: Gimme a C                               |
| 2002        | The Practice                       | Terry Pender            | Episodio: Of Thee I Sing                          |
| 2003        | Becker                             | Roger                   | Episodio: El ex de Chris                          |
| 2003        | Hey Joel                           | Joel Stein (voz)        |                                                   |
| 2003        | Stripperella                       | (voz)                   |                                                   |
| 2003-2015   | Dos hombres y medio                | Alan Harper             | Actor principal                                   |
| 2005 2006   | Danny Phantom                      | Freakshow               | Episodio: Reality Trip Episodio: Control Freaks   |
| 2006        | American Dad!                      | Quacky                  | Episodio: It's Good to Be Queen                   |
| 2010        | Hannah Montana                     | Ken Truscott            | Episodios: 3x28 y 4x12                            |
| 2013        | Mom                                | Director                | Episodio: Corned Beef and Handcuffs               |
| 2015        | NCIS                               | Cyril Taft, Médico      | Personaje recurrente                              |
| 2018-2021   | Supergirl                          | Lex Luthor              | Elenco recurrente (temporadas 4–6)                |
| 2019-2020   | Batwoman                           | Lex Luthor              | Episodio: "Crisis on Infinite Earths, Part 2"     |
| 2019-2020   | The Flash                          | Lex Luthor              | Episodio: "Crisis on Infinite Earths, Part 3"     |
| 2019-2020   | Arrow                              | Lex Luthor              | Episodio: "Crisis on Infinite Earths, Part 4"     |
| 2019-2020   | DC's Legends of Tomorrow           | Lex Luthor              | Episodio: "Crisis on Infinite Earths, Part 5"     |
| 2019        | The Ranch                          | Sr. Jensen              | Estrella invitada en un episodio                  |

## Premios y nominaciones

### Premios Primetime Emmy
| Año  | Categoría                                | Trabajo nominado   | Resultado | Ref.   |
| ---- | ---------------------------------------- | ------------------ | --------- | ------ |
| 2006 | Mejor actor de reparto- Serie de comedia | Two and a Half Men | Nominado  | [ 36 ] |
| 2007 | Mejor actor de reparto- Serie de comedia | Two and a Half Men | Nominado  | [ 36 ] |
| 2008 | Mejor actor de reparto- Serie de comedia | Two and a Half Men | Nominado  | [ 36 ] |
| 2009 | Mejor actor de reparto- Serie de comedia | Two and a Half Men | Ganador   | [ 36 ] |
| 2010 | Mejor actor de reparto- Serie de comedia | Two and a Half Men | Nominado  | [ 36 ] |
| 2011 | Mejor actor de reparto- Serie de comedia | Two and a Half Men | Nominado  | [ 36 ] |
| 2012 | Mejor actor - Serie de comedia           | Two and a Half Men | Ganador   | [ 36 ] |

### Premio del Sindicato de Actores
| Año  | Categoría                      | Trabajo nominado   | Resultado | Ref.   |
| ---- | ------------------------------ | ------------------ | --------- | ------ |
| 2012 | Mejor actor - Serie de comedia | Two and a Half Men | Nominado  | [ 37 ] |